# Cirrhitops
Cirrhitops är ett släkte av fiskar. Cirrhitops ingår i familjen Cirrhitidae.
Kladogram enligt Catalogue of Life:
| Cirrhitops | \| \| Cirrhitops fasciatus \| \| \| \| \| \| Cirrhitops hubbardi \| \| \| \| \| \| Cirrhitops mascarenensis \| \| \| \| |
|            | \| \| Cirrhitops fasciatus \| \| \| \| \| \| Cirrhitops hubbardi \| \| \| \| \| \| Cirrhitops mascarenensis \| \| \| \| |
|            | Amblycirrhitus |
|            | |
|            | Cirrhitichthys |
|            | |
|            | Cirrhitus |
|            | |
|            | Cristacirrhitus |
|            | |
|            | Cyprinocirrhites |
|            | |
|            | Isocirrhitus |
|            | |
|            | Itycirrhitus |
|            | |
|            | Neocirrhites |
|            | |
|            | Notocirrhitus |
|            | |
|            | Oxycirrhites |
|            | |
|            | Paracirrhites |
|            | |
|            | Cirrhitops fasciatus |
|            | |
|            | Cirrhitops hubbardi |
|            | |
|            | Cirrhitops mascarenensis                                                                                                |
|            | |

|  | Cirrhitops fasciatus     |
|  |                          |
|  | Cirrhitops hubbardi      |
|  |                          |
|  | Cirrhitops mascarenensis |
|  |                          |